# Nora-Eugenie Gomringer
Nora-Eugenie Gomringer (26 de enero de 1980, Neunkirchen, Sarre) es una poeta alemana-suiza y escritora. 
Ganó el Literaturpreis des Kulturkreises der deutschen Wirtschaft 2013 y el Ingeborg-Bachmann-Preis 2015
Vive en Bamberg, donde ha dirigido la Casa Internacional de Villa de Artistas Concordia (de), una institución cultural fundada por el Estado de Baviera, desde 2010. Su obra mayoritariamente lírica aparece bajo el nombre Nora Gomringer, publicado por Voland & Quist. 

## Biografía
Es hija de Nortrud Gomringer, y del poeta suizo y profesor en la Düsseldorf Academia de Arte, Eugen Gomringer. 
Es hija única y hermana de siete medio-hermanos. 
Creció en Wurlitz (Rehau), y se mudó a Bamberg en 1996.
Se graduó en 1998, con el diploma por el Instituto americano en Lititz, Pensilvania, y en 2000 por el Franz-Ludwig-Gimnasio Bamberg.Luego estudió inglés, alemán e Historia de Arte en el Otto-Friedrich Universidad, completándolo en 2006.
Completó internados en el Leo Baeck Institute en Ciudad de Nueva York (2001 y 2004) y en el Archivo de la Academia de Artes de Cuadro del Movimiento y Ciencias, Los Ángeles (2000). 
En abril de 2010, fue directora administradora del Internacional Künstlerhaus Villa Concordia en Bamberg.

## Poesía
Ha publicado desde 2000, como escritora freelance. 
Después de autopublicar, el editor Grupello Düsseldorf publicó hyphenation en 2002. 
Desde 2006, publicó en Voland & Quist. 
Hay siete volúmenes de poesía y un libro de ensayos y publicaciones individuales numerosas, y recientemente publicó: Poemas de Monstruo con gráficos de Reimar Limmer. 
Además,  trabaja con músicos y artistas visuales. 
Sus compañeros de etapa musical incluyen: Günter Baby Sommer, Franz Tröger, Fiva, Mia Pittroff (los últimos dos fueron 2005 ganadores Gomringer en el equipo de Campeonatos de Poesía alemanes en Leipzig) y muchos otros, Arañazo Dee, Michael Stauffer, Class Ensemble y DJ Kermit. 
Sus volúmenes de poesía han sido traducidos al español por el poeta chileno Pablo Jofré, al sueco (traductor: Cecilia Hansson) y francés (traductor: Vincent Barras); belarusio, emisiones inglesas y españolas aparecen en parte, 2013. Sus textos individuales y ciclos pequeños se tradujeron al noruego, castellano, inglés, luxemburgués, neerlandés (holandés), bretón y en persa.

## Ópera
En 2013,  escribió el libreto para el proyecto de ópera Tres volando minutos, música por Helga Pogatschar, y director Peter Schelling) estrenado en Basilea. 
Frecuentemente su trabajo se acompaña con vídeo y proyectos de películas. 
Como ejemplos de sus libros de poesía con audio CDs se mencionan, o incluso instalaciones de vídeo de los Poemas de 2013. 
En el otoño de 2013, el ensayo de tres partes de ensayo radiofónico es "Nora Gomringer" para oír el club de noche en Alemania.

## Premios (Selección)
- 2012: Joachim-Ringelnatz-Preis
- 2013: Literaturpreis des Kulturkreises der deutschen Wirtschaft
- 2013: August-Graf-von-Platina-Lyrikpreis
- 2014: Otto-Grau-Kulturpreis
- 2015: Ingeborg-Bachmann-Preis[3]

## Obra
- Gedichte. 2000
- Silbentrennung: Gedichte, Grupello-Verlag, 2002, ISBN 9783933749789
- Sag doch mal Era zur Nacht. Buch mit Audio-CD. Voland & Quist, Dresden/Leipzig 2006, ISBN 3-938424-13-3
- Klimaforschung. Buch mit Audio-CD. Voland & Quist, Dresden/Leipzig 2008, ISBN 978-3-938424-32-2
- Nachrichten aus der Luft. Voland & Quist, Dresden/Leipzig 2010, ISBN 978-3-938424-53-7
- Ich werde etwas mit der Sprache machen. Voland & Quist, Dresden/Leipzig 2011, ISBN 978-3863910037
- Mein Gedicht fragt nicht lange. Buch mit Audio-CD. Voland & Quist, Dresden/Leipzig 2011, ISBN 978-3863910044
- Poemas de monstruo. Mit Illustrationen von Reimar Limmer. Buch mit Audio-CD. Voland & Quist, Dresden/Leipzig 2013, ISBN 978-3863910280
- Veröffentlichungen En Anthologien, Zeitschriften und Schulbüchern